# Rybical
Rybical (niem. Rübenzahl) – wieś w Polsce położona w województwie warmińsko-mazurskim, w powiecie giżyckim, w gminie Ryn.
W latach 1975–1998 miejscowość administracyjnie należała do województwa suwalskiego.
Wieś położona jest nad Jeziorem Ryńskim.

## Historia
Wieś założona została przez wielkiego mistrza krzyżackiego Paula von Russdorffa 10 kwietnia 1435 roku.
Po komasacji gruntów chłopskich w roku 1815 z części wsi Rybical wydzielono majątek Siejkowo i folwark Ryńskie Pole.